# Hayastani Ankaxowt'yan Gavat' 2019-2020
La Hayastani Ankaxowt'yan Gavat' 2019-2020 (in italiano Coppa dell'Indipendenza) è stata la 29ª edizione della coppa nazionale armena.
Il torneo si è disputato con la formula ad eliminazione diretta, con partite di andata e ritorno in semifinale. Hanno Partecipato alla competizione le dieci squadre della Bardsragujn chumb 2019-2020 e dieci squadre dell'Araǰin Xowmb 2019-2020. Il Noah ha conquistato il primo trofeo della sua storia.

## Primo turno
Il sorteggio dei primi due turni si è tenuto il 6 luglio 2019.
| 6 settembre 2019 |       |                  |
| Dilijan          | w/o   | Makaravank       |
| Torpedo Erevan   | 3 – 0 | Masis            |
| West Armenia     | 7 – 1 | Ani              |
| Aragats          | 0 – 6 | Van Charentsavan |

## Secondo turno
| 1º novembre 2019 |                 |                  |
| Dilijan          | w/o             | Lori             |
| Ganjasar         | 2 – 1           | Širak            |
| 2 novembre 2019  |                 |                  |
| Sevan            | 2 – 0           | Erevan           |
| Lokomotiv Erevan | 0 – 1           | Van Charentsavan |
| P'yownik         | 0 – 0 (3-5 dtr) | Urartu           |
| 3 novembre 2019  |                 |                  |
| West Armenia     | 0 – 5           | Ararat-Armenia   |
| Torpedo Erevan   | 1 – 3           | Alaškert         |
| Noah             | 1 – 0           | Ararat           |

## Quarti di finale
| 27 novembre 2019 |        |                |
| Van Charentsavan | 0 – 1  | Noah           |
| Sevan            | 2 – 11 | Ararat-Armenia |
| Ganjasar         | 3 – 1  | Alaškert       |
| Lori             | 0 – 1  | Urartu         |

## Semifinali
| Squadra 1                      | Totale | Squadra 2 | Andata | Ritorno |
| ------------------------------ | ------ | --------- | ------ | ------- |
| 11 marzo 2020 / 24 giugno 2020 |        |           |        |         |
| Ararat-Armenia                 | 3 – 0  | Ganjasar  | 1 – 0  | 2 – 0   |
| Urartu                         | 1 – 3  | Noah      | 0 – 1  | 1 – 2   |

## Finale
| Arbitro: | Hovhannisyan (Erevan) |

|                                                                                   |                      |                                                                                |
| Majrovič 39’, 60’ Azarov 56’ (rig.), 114’ (rig.) Spătaru 67’                      | Marcatori            | 8’, 40’ Louis 23’ (aut.) Tataev 29’, 115’ Otubanjo                             |
| Bor Azarov Avetisyan Gareginyan Dmitrjev Kovalenko Grigoryan Krjučkov Krusnauskas | Tiri di rigore 7 – 6 | Nahapetyan Kobjalko Meneses Malak'yan Otubanjo Sanogo Christian Guz' Danielyan |